# カノン・クリエイティブ
カノン・クリエイティブ（英語表記Kanon-creative Inc.）は漫画雑誌編集とIT会社である。所在地は東京都新宿区。

## 沿革
2005年6月に設立。主な業務は漫画雑誌の編集下請けや直営オンラインコミックサイト『作家直送☆コミック便』の運営を行っている。

## 刊行誌
- サクラミステリーデラックス（毎月6日発売・メディアックス）
- 15の愛情物語（毎月23日発売・メディアックス）
- 15の愛情物語スペシャル（偶数月6日発売・メディアックス）
- サクラ愛の物語（奇数月11日発売・メディアックス）
- 50代からの私たち（奇数月17日発売・メディアックス）
- 別冊サクラミステリーデラックス（偶数月21日発売・メディアックス）
- ほんとうに泣ける話（毎月19日発売・ぶんか社）
- まんが このミステリーが面白い（偶数月24日発売・ぶんか社）